# みらくるのーとん
『みらくるのーとん』は2006年12月27日にTennenouji（読み方は“天然王子”）より発売された18禁BLゲーム作品である。

## 概要
企画・原画担当の由良、シナリオ担当の斉藤伊里の二人を中心に製作された。

その後、追加ディスクとして2007年に『みらくるのーとん 只今増量中!!』を発売。

2008年4月には、TennenoujiのHPのエイプリルフール企画で、雑誌『B's-LOG』にも収録されたタイピングゲームをバージョンアップした『みらくるのーとん 願いを打ち込んで!』を発売した。

## ストーリー
主人公、緒方明はいつもと同じ日々を過ごしていた。そんなある日、道に落ちていたノートを拾うことによって、のーとんと出会ってしまう。

のーとん曰く、「エッチな願い事なら叶えられる」とのこと。

明はしぶしぶ、のーとんと契約をしてしまう。そして、今までとはかなり違う生活が明を待っていた。

## 登場キャラクター
緒方 明（おがた あきら）
声：櫻井真人
主人公。誕生日2月22日。うお座。血液型B型。
ごく普通の家庭で育ったが、出来すぎた兄を持ったため、性格はやや屈折している。
すぐカッとなるものの、肝心なところで押しが弱く、損をすることが多い。
また、情に厚く、お人よしなので、のーとんを始め、男性キャラに言い寄られても抵抗ができず、
ゆえにトンでもない目に遇う。いわゆる巻き込まれ型の主人公。
本人はノンケながら、本編、追加ディスクを経ても、いまだ女性経験なしの童貞（後ろは別）である。
のーとん
声：紫原遥
この物語の重要キャラクター。生年月日、血液型、共に不明。
ある日、いきなり明のもとに現れた、ナゾのノート。
のーとん星から来たという彼は、明が望む願いごとを1日1個、自分の体（ノートの中の用紙）に鉛筆で書けば、翌日かなえてくれる。
ただし、Hな願いごと限定である。追加ディスクにおいては人型に変身し、攻略可能となる。
人型は明が見とれるほど（?）かっこいいが、中身は同じなので相変わらず明に殴られている。
緒方 光輝（おがた こうき）
声：村上たつや
明の兄。性格は至って温厚だが、Hの時はドのつくSになる。
勉強、運動、性格、どれをとっても完璧な完全無欠。明を溺愛するも、当の本人には毛嫌いされている。
美人な彼女がいるが、光輝の中の優先順位は明の方が上というほどの重度なブラコン。
下村 誠二（しもむら せいじ）
声：本場伊江
明の幼馴染。無駄に元気な楽天家で、図々しい性格。
平均的に何でもこなすが、致命的な欠点は何事にも不運で色々と苦労しているということ。
明とは一緒にDVDを見たりゲームをしたりと、子供の頃から仲が良かった。
母子家庭かつ一人っ子ということもあり、緒方家によく遊びに来る。
斉藤 正臣（さいとう まさおみ）
声：中川陽一
明の大親友。さっぱりきっぱりとした竹を割ったような性格。かなりの飽き性で、何事もすぐに中途半端に止めてしまったりする。
ただ、基本的に根は優しく、面倒見のいい友達思い。女好きでそれなりにモテるが、今のところ特定の彼女はいない。
追加ディスクからの登場キャラクター
ノノ
声：まきいづみ
のーとんのことが大好きな女の子ノート(実は男)。
童顔、それに加えて巨乳といった明の好みど真ん中なのだが、本人は明にあまり興味がない。明るく無邪気な性格。
ニューハーフ担当でニューハーフに関した願いのみかなえることが可能。
ドラマCD「『みらくるのーとん只今増量中!!』SUMMER☆GIFT」では明がノノと仮契約を行っている。
響（ひびき）
声：蒼井夕真
のーとんの友人である勉強担当ノート。シニカルな性格。頭は切れるが、かなりの毒舌でバカが大嫌い。のーとんと仲が悪い。
明に興味を持って近づいてくる。
五井（ごい）
声：ヘルシー太郎
のーとんの旧友であり悪友でもある将棋担当ノート。金髪。軟派なノリで、のーとんを凌ぐ傍若無人。
のーとんは五井のことを苦手とし関わらないようにしているが、五井自身は気にしていない。

## 用語
のーとん星（のーとんせい）
のーとんルートのみ行くことができる。入口は明がよく行く地球の雑貨屋にある。
また、のーとん星は地球とよく似ているが微妙に異なる部分がある。明の家もあり、初めはそこで生活する。
お金の概念がないためどんなものでも手に入れることが可能。
契約(けいやく）
ノートの表紙に自分の名前を書くこと。願いはノートの白紙のページに書いていく。ページ数はゲームのルートによって異なる。
のーとん星に行った場合は契約したノートと一緒の家で暮らす決まり（?）になっている。
仮契約（かりけいやく）
条件付きで1つだけノートに願い事をかなえてもらえる。いわゆる『お試し』。既に、あるノートと契約中にも行うことができる。
仮契約期間中は仮契約をしたノートの家で暮らす（のーとん星にいる場合）。
一方的に契約を破棄した場合は契約破棄されたノートからペナルティを受けることがある。

## 関連商品

### ドラマCD
- 『みらくるのーとん』ドラマCD第1巻

- 『みらくるのーとん』SUMMER☆SPECIAL
- 『みらくるのーとん只今増量中!!』WINTER☆SPECIAL
- 『みらくるのーとん只今増量中!!』SUMMER☆GIFT
- 『みらくるのーとん只今増量中!!』WINTER☆GIFT
- 羊でおやすみシリーズ
  - こうきとおやすみ☆
  - まさおみとおやすみ☆
  - ひびきとおやすみ☆
  - のーとんとおやすみ☆

### 音楽CD
- 『みらくるのーとん』主題歌CD「さんきゅーのーとん」

### 書籍
- みらくるのーとん 公式ファンブック
- オフィシャル同人誌「まるごとみらくる」
- 小説「みらくるのーとん 5年目のはじまり」（著：斉藤伊里）